# 동양건설산업
동양건설산업(東洋建設産業)은 건축사업, 토목사업, SOC사업, 신재생에너지, 환경사업, 금융사업, 레저·관광사업, 해외사업 등을 영위하는 회사다.
서울 강남의 명품 브랜드로 잘 알려진 ‘파라곤(Paragon)’ 브랜드를 보유하고 있다.

## 역사
동양건설산업은 1968년 설립되었다. 1969년 건설업 면허를 취득을 시작으로 1972년 철탑산업훈장을 받았으며, 부산 해운대 조선호텔, 군산 외항, 경부고속도로 등을 건설한다.
1977년 해외건설업 면허를 취득과 함께 사우디아라비아 정부 국빈숙소, 아랍연맹 국제회의장 등을 건설하며 해외 건설시장에 진출했다.

1981년 주택건설 지정업체로 등록하였고 1989년 대한주택공사로부터 우수시공업체로 선정됐다.
1995년 (주)동양고속건설로 상호를 변경하였다. 2001년 상암 월드컵경기장을 건설하였으며 해양수산부가 선정한 동탑산업훈장과 한국능률협회가 주관한 기업가치경영대상 건설부문 최우수기업상을 수상했다.
2005년 동양고속건설에서 지금의 상호인 동양건설산업으로 변경했다.
2008년에는 전라남도 신안에 당시 세계 최대 규모의 단축 추적식 태양광발전소를 준공했으며, 2009년 경기도와 공동주택 연료전지 보급 협약을 체결하며 세계 최초로 공동주택 연료전지를 도입한 주거단지인 '호평 파라곤'을 선보이는 등 건축, 토목사업 외에도 신재생에너지 분야에서 경쟁력을 확보해나갔다.
2010년 원전시공 KEPIC 인증을 취득하였으며, 인천 제2공항청사, 울릉도 사동항 항만공사 등 높은 기술력과 고난도의 시공성이 요구되는 다양한 공사를 진행했다.

현재 서울, 수도권을 비롯한 전국에 걸쳐 아파트 사업은 물론 각종 시설공사, 도시기반공사, 도로공사, 항만 등의 사업을 수주해내며 건축사업, 토목사업, SOC사업, 신재생에너지, 환경사업, 금융사업, 레저·관광사업, 문화사업 등을 활발하게 전개하고 있다.
가족사인 ㈜라인건설, ㈜EG건설과 긴밀한 협업 관계를 기반으로 특히 주택사업부문에서 톡톡한 시너지 효과를 보고 있다는 평가다.

재건축 및 재개발 등 도시정비 사업에서도 탁월한 사업운영 능력을 보이며 경쟁력을 확보했다는 평가다. 최근 들어서만 서울 신목동 재건축, 부산 오션힐 재건축, 남양주 덕소5B 재개발 등을 수주해내며 사업을 진행하고 있다.

동양건설산업이 보유하고 있는 아파트 브랜드 파라곤(Paragon)은 2001년 서울 강남 논현동에 유럽형 저택형아파트 ‘논현 파라곤’을 세상에 처음 선보이며 주목을 받았다. 그해 말 ‘파라곤’은 <경향신문> <한국경제> 등 6개 언론사가 주관한 ‘2001 히트상품’에 선정되기도 했다. 이후 청담 파라곤, 서초 파라곤, 방배 파라곤 등을 공급하면서 파라곤은 서울 강남 지역의 프리미엄 아파트를 대표하며 강남 명품이라는 별칭을 얻었다.

최근에는 세종시를 비롯한 부산, 하남, 동탄 등 수도권 주요 신도시는 물론 지방의 주요 도시에 대규모 파라곤 단지를 공급하며 브랜드의 전국화 행보를 가속화하고 있다.
하남 미사지구에는 1조여억원 규모의 주상복합아파트 단지를 조성하는 프로젝트를 진행중에 있으며, 세종시의 관문인 청주 오송에 6천가구 규모의 파라곤 단지를 공급 중에 있다.

한편 '파라곤(Paragon)'은 ‘완벽함의 극치, 걸작, 100캐럿 이상의 완전한 금강석’을 의미하며 최정상의 주거공간을 제공하겠다는 회사의 철학이 담겨있다고 한다. 독특한 유럽풍의 외관과 인테리어로 기존 아파트 브랜드와는 차별화했다는 평가다.

## 현황
동양건설산업의 자산규모는 현재 가족사 포함 4조5000여억원이다.
설립 50년이 넘은 ‘건설 명가(名家)’로서 다양한 시공실적과 높은 기술력을 보유하고 있다.
가족회사로는 라인건설, EG건설, 더블저축은행, 파인스톤CC, 은화삼CC, 라인장학재단, 라인문화재단 등이 있다.

## 연혁
- 1968년 12월 회사설립
- 1981년 8월 주택건설 지정업체 등록(건설부 제74호)
- 1989년 3월 대한주택공사 우수시공업체 수상
- 2001년 5월 동탑산업훈장 수상
- 2001년 10월 동양 파라곤 브랜드 런칭
- 2006년 12월 신재생에너지 전문기업 등록
- 2008년 11월 세계 최대 규모의 24MW급 단축 추적식 동양태양광발전소 준공
- 2009년 3월 경기도와 세계최초 공동주택 연료전지 보급 협약 체결
- 2009년 4월 세계 최초 공동주택 연료전지 도입
- 2010년 9월 원전시공 KEPIC 인증 취득
- 2010년 12월 매출 1조원 달성 및 17년 연속 흑자경영 실현(1994 ∼ 2010년)
- 2013년 1월 신안 풍력복합발전단지 준공
- 2017년 12월 '소비자선정 올해의 톱 브랜드 대상' 파라곤 수상(조선일보)
- 2017년 1월 EG건설과 합병
- 2017년 2월 아산시와 '인주일반산업단지' 사업협약 체결
- 2018년 3월 '2018 대한민국 명품브랜드 대상' 파라곤 선정(한국경제)
- 2019년 7월 '2019 살기좋은 아파트 선발대회' 대통령상 수상(매일경제)

## 파라곤(Paragon)
동양건설산업의 주택사업 브랜드로 유럽풍 아파트의 대표 브랜드이다.
동양건설산업이 2000년대에 들어와서 선보인 브랜드로 서울 강남지역을 중심으로 분양하였다. 논현 파라곤, 청담 파라곤,  방배 파라곤, 서초 파라곤, 목동 파라곤, 분당 정자 파라곤, 대전 파라곤, 세종 파라곤, 고덕 파라곤, 동탄역 파라곤, 하남 미사역 파라곤, 검단 파라곤, 별내역 파라곤, 신목동 파라곤 등이 있다.